# Obereoides joergenseni
Obereoides joergenseni är en skalbaggsart som först beskrevs av Bruch 1911.  Obereoides joergenseni ingår i släktet Obereoides och familjen långhorningar.
Artens utbredningsområde är Paraguay. Inga underarter finns listade i Catalogue of Life.